# تلاتواني
تلاتواني (الناهواتل الكلاسيكية: tlahtoāni تنطق [t͡ɬaʔtoˈaːniˀ]، "حاكم، صاحب سيادة"؛ جمع tlahtohqueh تنطق [t͡ɬaʔˈtoʔkeʔ]) هو لقب تاريخي استخدمه حكام السلالات في ألتبمه (المفرد ألتبتل، وغالبًا ما تُترجم بمعنى "دولة مدينة")، وهي كيانات سياسية مستقلة شكلها العديد من الشعوب الناطقة بلغة الناواتل قبل كولومبوس في وادي المكسيك خلال فترة ما بعد الكلاسيكية. استخدم حكام إمبراطورية الآزتيك لقب وي تلاتواني ([ˈweːjiˀ t͡ɬaʔtoˈaːniˀ]، أي "الحاكم العظيم، الإمبراطور")، وهو تحالف بين ألتبمه تينوتشتيتلان وتشكوكو وتلاكوبان.
كان لكل ألتبتل تلاتواني خاص به، والذي كان يعمل في الوقت نفسه حاكمًا وكاهنًا أعظم وقائدًا أعلى. كان التلاتواني يتمتع بالسلطة المطلقة على جميع الأراضي الواقعة ضمن نطاق الألتبتل، مُشرفًا على جمع الجزية، وأنشطة السوق، وشؤون المعابد، وحل النزاعات القضائية. وكان التلاتواني، وهو حاكم سلالة ملكية، يشغل منصبًا مدى الحياة. ومع ذلك، في بعض الحالات، يمكن لمجلس النبلاء والشيوخ والكهنة انتخاب التلاتواني من مجموعة من أربعة مرشحين.